# لماذا لا يحتاجنا المستقبل؟
لماذا لا يحتاجنا المستقبل؟ هو مقال كتبه بيل جوي (كبير العلماء آنذاك في شركة صن مايكروسيستمز) في عدد أبريل 2000 من مجلة وايرد. في المقال، يجادل بأن "أقوى تقنيناتنا في القرن الحادي والعشرين- الروبوتات، والهندسة الوراثية، والتكنولوجيا الثانوية- تهدد بجعل البشر من الأنواع المهددة بالانقراض". يحذر جوي: تُظهر تجارب علماء الذرة بوضوح الحاجة إلى تحمل المسؤولية الشخصية، وخطر تحرك الأشياء بسرعة كبيرة، والطريقة التي يمكن أن تأخذ بها العملية حياة خاصة بها. يمكننا، كما فعلوا، خلق مشاكل مستعصية في أي وقت من الأوقات تقريبًا. يجب أن نقدم المزيد من التفكير مقدمًا إذا أردنا ألا نتفاجأ وننصدم بالمثل من عواقب اختراعاتنا.
بينما وصف بعض النقاد موقف جوي بأنه ظلامي أو لاودي جديد، يشاركه آخرون مخاوفه بشأن عواقب التوسع السريع للتكنولوجيا.

## ملخص
يجادل جوي بأن تطوير التقنيات يشكل خطراً أكبر بكثير على البشرية من أي تقنية سابقة. على وجه الخصوص، يركز على الهندسة هو تكنولوجيا النانو والروبوتات. يجادل بأن تقنيات التدمير في القرن العشرين مثل القنبلة النووية اقتصرت على الحكومات الكبيرة، بسبب تعقيد وتكلفة هذه الأجهزة، فضلاً عن صعوبة الحصول على المواد المطلوبة. يستخدم رواية الطاعون الأبيض كسيناريو كابوس محتمل، حيث يخلق عالم مجنون فيروسًا قادرًا على القضاء على البشرية.
يعرب جوي أيضًا عن مخاوفه بشأن زيادة قوة الكمبيوتر. قلقه هو أن أجهزة الكمبيوتر ستصبح في النهاية أكثر ذكاءً منا، ما يؤدي إلى سيناريوهات بائسة مثل تمرد الروبوتات. يقتبس بشكل خاص من تيد كاتشينسكي والمعروف أيضًا باسم «مفجر الجامعات والطائرات» حول هذا الموضوع.
يعرب جوي عن مخاوفه من أن الأغنياء سيكونون في نهاية المطاف هم الوحيدون الذين لديهم القدرة على التحكم في الروبوتات المستقبلية التي سيتم بناؤها وأن هؤلاء الأشخاص يمكنهم أيضًا أن يقرروا أخذ الحياة بأيديهم والتحكم في كيفية استمرار البشر في التكاثر والإنتاج. بدأ في إجراء المزيد من الأبحاث حول الروبوتات والأشخاص المتخصصين في الروبوتات, بعيدًا عن أفكاره الخاصة، حاول الحصول على آراء الآخرين حول هذا الموضوع. يعتقد رودني بروكس، المتخصص في علم الروبوتات، أنه في المستقبل سيكون هناك اندماج بين البشر والروبوتات. ذكر جوي كتاب هانز مورافيك «الروبوت: من آلة خاوية إلى عقل سامٍ» حيث كان يعتقد أنه سيكون هناك تحول في المستقبل إذ ستتولى الروبوتات الأنشطة البشرية العادية، ولكن مع مرور الوقت سيصبح البشر على ما يرام في العيش بهذه الطريقة.

## نقد
في كتابه «التفرد قريب» تساءل راي كروزويل عن تنظيم التكنولوجيا التي يحتمل أن تكون خطرة، متسائلاً "هل يجب أن نخبر ملايين الأشخاص المصابين بالسرطان وغيره من الظروف المدمرة بأننا نلغي تطوير جميع العلاجات المهندسة الحيوية لأن هناك خطرًا من أنه قد يجري استخدام هذه التقنيات في يوم من الأيام لأغراض خبيثة؟". ومع ذلك، يعتقد جون زرزان وتشيليس غليندينينغ أن التقنيات الحديثة ضارة بالحرية ومشكلة السرطان، وأن المسألتين مرتبطتان ببعضهما.
في الكتاب السنوي لسياسة العلوم والتكنولوجيا «AAAS» لعام ،2001 في مقالة بعنوان «رد على بيل جوي والهلاك والظلام للتقنيين المستقبليين»، انتقد جون سيلي براون وبول دوغايد جوي لامتلاكه رؤية نفق تكنولوجي في تنبؤاته من خلال عدم مراعاة العوامل الاجتماعية.
يجادل جون ماكجينيس بأن اقتراح جوي بشأن "التخلي" عن التقنيات التي قد تؤدي إلى الذكاء الاصطناعي العام «AGI» سيفشل لأن "المحظورات، على الأقل في ظل التكنولوجيا الحالية والجغرافيا السياسية الحالية، من المؤكد أنها غير فعالة". قد يكون التحقق من اتفاقيات تقييد الذكاء الاصطناعي العام أمرًا صعبًا نظرًا لطبيعة الاستخدام المزدوج للذكاء الاصطناعي العام وسهولة الإخفاء. وبالمثل، فهو يعتقد أن اقتراح جوي "قسم أبقراط" الذي يقضي بالامتناع الطوعي من قبل العلماء عن الأبحاث الضارة لن يكون فعالًا أيضًا، لأن العلماء قد يتعرضون لضغوط من الحكومات، أو إغراء الأرباح، أو عدم للتأكد من التقنيات التي من شأنها أن تؤدي إلى الإضرار في المستقبل، أو معارضة لفرضية جوي في المقام الأول. بدلاً من التخلي عن الذكاء الاصطناعي العام، التطور التكنولوجي التفاضلي الذي يتقدم فيه الذكاء الاصطناعي الودي بشكل أسرع من الأنواع الأخرى.
يشارك المستقبلي المتطرف ماكس مور وجهة نظر كروزويل حول مسائل الطبيعة غير العملية وغير الفعالة عن "التخلي التكنولوجي"، لكنه يضيف عنصرًا أَخْلَاقِيًّا وَفَلْسَفِيًّا أكبر للحجة، بحجة أن كمال البشرية وتطورها لا "يفقدان إنسانيتنا" وأن ذلك زيادة السعة المطلوبة طواعية في أي مجال لا تمثل حتى "خسارة" من أي نوع.
في مقال زاك جولد سميث حول مقابلة بيل جوي، اقتبس منه كيف أن بعض المخاوف بشأن التقنيات الجديدة المتطورة هي في الواقع أكثر خطورة مما أعرب عنه في المقال، لأن جولد سميث يدعي أن مطوري هذه الآلات يمنحونها الكثير من القوة. صرح جولد سميث عن اعتقاده بأن العلماء لا يفكرون في الكثير من الأشياء التي يمكن أن تسوء عندما يبدؤون في صنع الاختراعات، لأن ذلك سيؤدي إلى تمويل أقل.
في مراجعة صوفي تايسوم حول مقال بيل جوي، قالت إن جوي لا ينبغي أن يكون له اهتمام واحد عندما يتعلق الأمر بالتكنولوجيا الحديثة، ويجب أيضًا أن يرى أنه يمكن أن يكون هناك "حل وسط" بينه وبين تلك التقنيات الجديدة. وتوافق أيضًا على أن لديه نقطة للقلق بشأن ما سيحدث على المدى الطويل، لكنه لا يعتقد أن هذه التقنيات ستحاول السيطرة علينا في المستقبل. رد جوي على ذلك، قائلًا إنه أحب أن الناس قد بدؤوا في الرد على مقالته لأنها أعطتهم مدخلات حول الموضوع.

## ما بعد الكارثة
بعد نشر المقال، اقترح بيل جوي تقييم التقنيات لقياس مخاطرها الضمنية، وكذلك جعل العلماء يرفضون العمل على التقنيات التي لديها القدرة على إحداث ضرر.
في العدد الخامس عشر من مجلة وايرد في عام 2008، ذكرت مقالة لوكاس جريفز أن علم الوراثة وتكنولوجيا النانو وتقنيات الروبوتات لم تصل إلى المستوى الذي سيجعل سيناريو بيل جوي حقيقة.
استشهد المعلق المحافظ الشهير أليكس جونز بالمقال خلال مناقشة حول الآثار المترتبة على ما بعد الإنسانية مع الكوميديين جو زوغان وتيم ديلون في 27 أكتوبر 2020، حلقة تجربة جو زوغان.